# Riera del Palau
La riera del Palau transcorre per l'oest de la ciutat de Terrassa fins a ajuntar-se amb la riera de les Arenes per formar la riera de Rubí. És notòria per les catastròfiques conseqüències que han tingut les crescudes sobre la vella Ègara.
La conca està delimitada per les serres del Troncó i de les Pedritxes i la formen els torrents de Fontalba, Can Bogunyà i Mitger de Ca n'Amat. En ajuntar-se els dos primers torrents originen la riera de Can Bogunyà, que rep el nom de riera del Palau al seu pas per Terrassa.
El curs original de la riera del Palau passava per l'actual Rambla d'Ègara. El 1962 la riera estava canalitzada al llarg de bona part de la Rambla, i el 25 de setembre d'aquell any es va desbordar en una gran riuada que va provocar importants danys. Els efectes catastròfics s'expliquen no només per les causes meteorològiques sinó també per d'altres de socials i polítiques, atès que la dictadura havia facilitat a l'oligarquia local especular sobre els terrenys que posseïa en zones riberenques. Va conduir a la construcció a la vora de les rieres i en molts casos in la zona inundable. Un projecte del 2003 de sebollir la riera sota una capa de formigó va ser abandonat el 2022 es tendeix devers la renaturalització.
El 1965, la Confederació Hidrogràfica dels Pirineus Orientals va desviar la riera del Palau cap al torrent de la Maurina. El transvasament comença a la confluència de les actuals avingudes de Josep Tarradellas i de l'Abat Marcet. El 2006 hi ha un projecte per cobrir bona part del recorregut del transvasament.
La riuada del 1962 només és l'episodi més conegut d'una llarga història d'avingudes més o menys catastròfiques. N'hi ha de documentades des de l'edat mitjana. El 1913 ja hi hagut aiguades per l'obturació de la canalització de la Rambla.
El 2022 el govern municipal de Terrassa va llançar un projecte per renaturalitzar el tram urbà de la riera situat entre els jutjats i el gual de la C-58, té una longitud d’1,49 km. Cal alliberar el llit del riu de la vegetació que obstaculitza el pas de l’aigua, com són els esbarzers, els arbres morts, la canya comuna (Arundo donax) una espècie invasora molt nociva.